# Équipe d'Italie masculine de volley-ball
Cet article traite de l'équipe masculine. Pour l'équipe féminine, voir Équipe d'Italie féminine de volley-ball.
L'équipe d'Italie masculine de volley-ball est composée des meilleurs joueurs italiens sélectionnés par la Fédération italienne de volley-ball (FIPAV). Elle est classée au 6e rang de la Fédération internationale de volley-ball selon le classement du 22 juillet 2022.

## Sélectionneurs
- 1947 :  Pietro Bernardi
- 1947-1949 :  Angelo Costa
- 1949-1953 :  Renzo Del Chicca
- 1953-1966 :  Ivan Trinajstic
- 1966-1969 :  Josef Kozák
- 1969-1974 :  Odone Federzoni
- 1974-1976 :  Franco Anderlini
- 1976-1977 :  Adriano Pavlica
- 1978 :  Edward Skorek
- 1978-1988 :  Carmelo Pittera
- 1988 :  Michelangelo Lo Bianco
- 1988-1996 :  Julio Velasco
- 1996-1998 :  Bebeto de Freitas
- 1998-2002 :  Andrea Anastasi
- 2001 :  Kim Ho-chul
- 2003-2007 :  Gian Paolo Montali
- 16 octobre 2007-2010 :  Andrea Anastasi
- 18 décembre 2010-31 juillet 2015 :  Mauro Berruto
- 1er août 2015-2021 :  Gianlorenzo Blengini
- 2021- :  Ferdinando De Giorgi

## Sélection actuelle
Joueurs sélectionnés pour la Ligue des nations 2023:
| No                                | Nom                               | Date de naissance                 | Taille | Poids | Poste                        | Club                         |
| --------------------------------- | --------------------------------- | --------------------------------- | ------ | ----- | ---------------------------- | ---------------------------- |
| 2                                 | Paolo Porro                       | 27 octobre 2001                   | 185    | 64    | Passeur                      | Powervolley Milan            |
| 3                                 | Marco Falaschi                    | 18 septembre 1987                 | 187    | 85    | Passeur                      | Pallavolo Padoue             |
| 7                                 | Fabio Balaso                      | 20 octobre 1995                   | 182    | 74    | Libero                       | AS Volley Lube               |
| 9                                 | Francesco Recine                  | 7 février 1999                    | 185    | 75    | Réceptionneur-attaquant      | You Energy Plaisance         |
| 11                                | Davide Gardini                    | 11 février 1999                   | 205    | 80    | Réceptionneur-attaquant      | Pallavolo Padoue             |
| 12                                | Mattia Bottolo                    | 3 janvier 2000                    | 196    | 77    | Réceptionneur-attaquant      | AS Volley Lube               |
| 13                                | Lorenzo Cortesia                  | 26 juillet 1999                   | 202    | 75    | Central                      | Vérone Volley                |
| 16                                | Yuri Romanò                       | 26 juillet 1997                   | 203    | 89    | Attaquant                    | You Energy Plaisance         |
| 18                                | Fabrizio Gironi                   | 18 mars 2000                      | 200    | 81    | Réceptionneur-attaquant      | You Energy Plaisance         |
| 20                                | Tommaso Rinaldi                   | 18 janvier 1991                   | 200    | 82    | Réceptionneur-attaquant      | Modène Volley                |
| 25                                | Marco Vitelli                     | 4 avril 1996                      | 203    | 94    | Central                      | Powervolley Milan            |
| 28                                | Giovanni Sanguinetti              | 14 avril 2000                     | 202    | 87    | Central                      | Modène Volley                |
| 30                                | Leandro Mosca                     | 5 septembre 2000                  | 209    | ?     | Central                      | Vérone Volley                |
|                                   |                                   |                                   |        |       |                              |                              |
| Encadrement technique             | Encadrement technique             |                                   |        |       | Légende                      | Légende                      |
| Entraîneur : Ferdinando De Giorgi | Entraîneur : Ferdinando De Giorgi | Entraîneur : Ferdinando De Giorgi |        |       | : Capitaine                  | : Capitaine                  |
| Entraîneur(s) adjoint(s) :        | Entraîneur(s) adjoint(s) :        | Entraîneur(s) adjoint(s) :        |        |       | : Joueur blessé actuellement | : Joueur blessé actuellement |

## Palmarès et parcours

### Palmarès
- Jeux olympiques
  - Finaliste : 1996, 2004, 2016
  - Troisième : 1984, 2000, 2012
- Championnat du monde (4)
  - Vainqueur : 1990, 1994, 1998, 2022
  - Finaliste : 1978
- Ligue mondiale (8)
  - Vainqueur : 1990, 1991, 1990, 1994, 1995, 1997, 1999, 2000
  - Finaliste : 1996, 2001, 2004
  - Troisième : 1993, 2003, 2013, 2014
- Coupe du monde (1)
  - Vainqueur : 1995
  - Finaliste : 1989, 2003, 2015
  - Troisième : 1999
- World Grand Champions Cup (1)
  - Vainqueur : 1993
  - Finaliste : 2017
  - Troisième : 2005, 2013
- Championnat d'Europe (7)
  - Vainqueur : 1989, 1993, 1995, 1999, 2003, 2005, 2021
  - Finaliste : 1991, 2001, 2011, 2013
  - Troisième: 1948, 1997, 2015

### Parcours

#### Jeux Olympiques
| - 1964 : non participant - 1968 : non participant - 1972 : non participant - 1976 : 8e - 1980 : 9e - 1984 : 3e - 1988 : 9e - 1992 : 5e - 1996 : Finaliste - 2000 : 3e | - 2004 : Finaliste - 2008 : 4e - 2012 : 3e - 2016 : Finaliste - 2020 : 6e - 2024 : 4e |

#### Championnats du monde
| - 1949 : 8e - 1952 : non participant - 1956 : 14e - 1960 : non participant - 1962 : 14e - 1966 : 16e - 1970 : 15e - 1974 : 19e - 1978 : Finaliste - 1982 : 14e | - 1986 : 11e - 1990 : Vainqueur - 1994 : Vainqueur - 1998 : Vainqueur - 2002 : 5e - 2006 : 5e - 2010 : 4e - 2014 : 13e - 2018 : 5e - 2022 Vainqueur |
| | |

#### Championnats d'Europe
| - 1948 : 3e - 1950 : non participant - 1951 : 8e - 1955 : 9e - 1958 : 10e - 1963 : 10e - 1967 : 8e - 1971 : 8e - 1975 : 10e - 1977 : 8e - 1979 : 5e | - 1981 : 7e - 1983 : 4e - 1985 : 6e - 1987 : 9e - 1989 : Vainqueur - 1991 : Finaliste - 1993 : Vainqueur - 1995 : Vainqueur - 1997 : 3e - 1999 : Vainqueur - 2001 : Finaliste | - 2003 : Vainqueur - 2005 : Vainqueur - 2007 : 6e - 2009 : 10e - 2011 : Finaliste - 2013 : Finaliste - 2015 : 3e - 2017 : 5e - 2019 : 6e - 2021 : Vainqueur - 2023 : Finaliste |

#### Ligue mondiale
| - 1990 : Vainqueur - 1991 : Vainqueur - 1992 : Vainqueur - 1993 : 3e - 1994 : Vainqueur - 1995 : Vainqueur - 1996 : Finaliste - 1997 : Vainqueur - 1998 : 4e - 1999 : Vainqueur | - 2000 : Vainqueur - 2001 : Finaliste - 2002 : 4e - 2003 : 3e - 2004 : Finaliste - 2005 : 7e - 2006 : 6e - 2007 : 9e - 2008 : 7e - 2009 : 7e | - 2010 : 6e - 2011 : 6e - 2012 : 11e - 2013 : 3e - 2014 : 3e - 2015 : 5e - 2016 : 4e - 2017 : 12e |

#### Ligue des nations
| - 2018 : 8e - 2019 : 8e - 2021 : 10e - 2022 : 4e - 2023 : 4e - 2024 : 5e |

#### Coupe du monde
| - 1965 : non qualifié - 1969 : non qualifié - 1977 : non qualifié - 1981 : 7e - 1985 : non qualifié - 1989 : Finaliste - 1991 : non qualifié - 1995 : Vainqueur - 1999 : 3e - 2003 : Finaliste | - 2007 : non qualifié - 2011 : 4e - 2015 : Finaliste - 2019 : 7e |

#### World Grand Champions Cup
| - 1993 : Vainqueur - 1997 : Non participant - 2001 : Non participant - 2005 : 3e - 2009 : Non participant - 2013 : 3e - 2017 : Finaliste |

#### Jeux européens
| - 2015 : 12e |

## Joueurs majeurs
- Lorenzo Bernardi
- Andrea Zorzi
- Marco Bracci
- Luca Cantagalli
- Alessandro Fei
- Andrea Gardini
- Andrea Giani
- Pasquale Gravina
- Luigi Mastrangelo
- Gian Paolo Montali
- Fabio Vullo
- Osmany Juantorena
- Ivan Zyatsev